# リュボーフィ・エゴロワ (バレエダンサー)
リュボーフィ・ニコラエヴナ・エゴロワ（Lubov Nikolayevna Yegorova、Любовь Николаевна Егорова; 1880年8月8日 - 1972年8月18日）は、ロシアのバレエダンサーである。ロシア帝室バレエとバレエ・リュスで活躍した。

## 経歴
ロシア帝国の首都サンクトペテルブルクに生まれる。サンクトペテルブルクの帝室演劇学校でエカチェリーナ・ヴァゼム、エンリコ・チェケッティ、アンナ・ヨハンソンに師事した。1898年に卒業し、帝室マリインスキー劇場付きのロシア帝室バレエにコリフェとして入団、1914年にバレリーナに昇格した。『ジゼル』でミルタを演じたことがセルゲイ・ディアギレフの目に留まり、1918年に『眠れる森の美女』のフロリナ王女役でヴァーツラフ・ニジンスキーと共演した。その後もディアギレフ率いるバレエ・リュスでさまざまな役柄を演じた。
1917年にマリインスキー劇場で行われた引退公演で『白鳥の湖』に出演したがその後も踊り続け、1921年にロンドンでのディアギレフ版『眠れる森の美女』でオーロラ姫の初演キャストを務めた。舞台引退後は1923年から1968年までパリのバレエ・リュス学校の校長として指導にあたった他、1937年にバレエ団バレエ・デ・ラ・ジュネスを設立した。1964年にフランス芸術文化勲章シュヴァリエ章を授与された。著名な教え子にセルジュ・リファール、アントン・ドーリン、イヴォンヌ・マウンジー、キャサリン・リトルフィールドの他、1925年に自伝的小説「ワルツは私と」で「マダム」のもとで学んだと書いたゼルダ・セイヤー・フィッツジェラルドがいる。アイルランドの作家ジェイムズ・ジョイスの娘、ルシア・ジョイスも指導した。

## 私生活
1917年11月にエルミタージュ美術館館長の息子、ニキータ・セルゲーエヴィチ・トルベツコイ公子と結婚した。後に資産運用に失敗して財産を失い、1972年にパリの老人ホームでなくなった。

### 訳注
1. ↑  一般に「バレリーナ」というと女性バレエダンサーを意味することが多いが、ロシアでは女性バレエダンサーのうち主役級の役柄のみを演じる、実力のあるダンサーのことを指す。